# Степанов, Николай Васильевич
Николай Васильевич Степанов (1857—1914) — русский учёный, специалист в области хронологии. Математик по образованию, он известен прежде всего введением в научный оборот мартовского стиля.

## Биография
Окончил физико-математический факультет Московского университета в 1883 году и зарабатывал на жизнь преподаванием математики и физики в разнообразных учебных заведениях Москвы, написав также учебники и научно-популярные книги по этим областям знания. Занялся хронологией не позднее 1907 года, когда заинтересовался пасхально-счётной проблематикой.
Воспользовавшись методами сравнительной текстологии, возникшими незадолго до этого усилиями А. А. Шахматова, Степанов положил своей целью восстановление забытых древнерусских времяисчислительных систем, преобразуя хронологию во вспомогательную историческую дисциплину.

## Труды
- Степанов Н. В. Единицы счета времени (до XIII века) по Лаврентьевской и I-ой Новгородской летописи. // Чтения в Обществе истории и древностей Российских. Т.4. М., 1909.
- Степанов Н. В. Заметка о хронологической статье Кирика. // ИОРЯС. 1910. Т. 15. Кн. 3.
- Степанов Н. В. Календарно-хронологические факторы Ипатьевской летописи до XIII в. // ИОРЯС. Т. XX. Кн.2. Пг., 1915.